# Katie Leclerc
Katie Leclerc est une actrice américaine née le 6 novembre 1986 à San Antonio, Texas. Elle est apparue dans The Big Bang Theory, Veronica Mars, Fashion House et tient un des deux rôles principaux dans la série Switched at Birth, celui de Daphne Vasquez, une adolescente sourde.

## Biographie

### Vie privée
Katie Leclerc est née à San Antonio au Texas et a grandi à Lakewood dans le Colorado. Elle est la benjamine de trois frères et sœurs dans une famille très unie. Sa sœur aînée est professeur de Langue des signes américaine, Katie a appris l'ASL à 17 ans avant d'apprendre qu'elle risquait de perdre son audition. À partir de 20 ans, elle a des problèmes auditifs et, en effet, elle souffre de la maladie de Menière, une maladie dégénérative qui trouble principalement l'oreille interne, ce qui entraîne une perte d'audition fluctuante et des vertiges. Son père et sa sœur aînée souffrent également de la maladie de Menière. 
Le 6 septembre 2014, Katie s'est mariée avec Brian Stuart Habecost. En juillet 2017, elle annonce son divorce après moins de trois ans de mariage.

### Vie professionnelle et carrière
Katie s'est découvert une passion pour l'interprétation de rôle (théâtre, cinéma) à l'école primaire quand elle obtient le rôle principal de la pièce de son école. Quand elle a déménagé à San Diego, Katie a continué à poursuivre le théâtre à Valley Center High. Elle a participé à de nombreuses publicités telles que Pepsi, Cingular, Comcast ou encore GE. Elle a commencé sa carrière en obtenant un rôle dans une série télévisée culte et à succès : Veronica Mars. Depuis, elle a joué dans de nombreuses autres séries. Son premier rôle principal dans une série aura été pour Switched at Birth (2011), où elle joue Daphné Vasquez, une jeune fille sourde qui a été donnée à la mauvaise famille à la naissance.

## Filmographie
| Année       | Titre                                     | Rôle                            | Compléments, Notes                                                                        |
| ----------- | ----------------------------------------- | ------------------------------- | ----------------------------------------------------------------------------------------- |
| 2005        | Veronica Mars                             | Crystal                         | Épisode : Silence of the lamb                                                             |
| 2006        | Fashion House                             | Sara                            | 4 épisodes                                                                                |
| 2007        | Saints & Sinners (en)                     | Bride                           | Épisode : Dance, Dance revolution                                                         |
| 2007        | The Naked Trucker and T-Bones shows       | Tokersville Queen               | Épisode : Salude to America                                                               |
| 2008        | The Riches                                | Une Adolescente                 | 1 épisode                                                                                 |
| 2008        | The Ex List                               | Mila                            | 1 épisode                                                                                 |
| 2009        | Flying By                                 | Ally                            |                                                                                           |
| 2009        | The Inner Circle                          | Claire                          |                                                                                           |
| 2010        | The Frustation with Re-Animtion           | Une fille                       |                                                                                           |
| 2010        | The Hard Times of RJ Berger               | Une jeune fille sourde          |                                                                                           |
| 2011 à 2017 | Switched at Birth                         | Daphné Vasquez                  | Rôle principal, incarne une jeune fille sourde                                            |
| 2011 & 2016 | The Big Bang Theory                       | Emily                           | Saison 5 (épisode 4) ; Saison 10 (invitée)                                                |
| 2011        | Seven Lanterns                            | Rachel Hawthorne                | <en production>                                                                           |
| 2011        | The Ones                                  | Katie                           | <en production>                                                                           |
| 2013        | L'Héritage de Katie (The Confession)      | Katie Lapp                      | Télévision                                                                                |
| 2014        | Community                                 | Amie D'Abed                     | Télévision                                                                                |
| 2015        | Temps nuageux avec risque d'amour         | Deb                             | Télévision                                                                                |
| 2015        | Amour banni (The Reckoning)               | Katie Lapp / Katherine Mayfield | Téléfilm                                                                                  |
| 2017        | Confess                                   | Auburn Reed                     | Série TV, Rôle principal, mère célibataire, adaptation du roman éponyme de Colleen Hoover |
| 2017        | Une belle-mère qui me veut du mal         | Tina                            | Téléfilm                                                                                  |
| 2019        | Réveillon à la vanille                    | Emily                           | Téléfilm                                                                                  |
| 2020        | Soupçons maternels (A Mother Knows Worst) | Olivia Davis                    | Téléfilm                                                                                  |

## Ses personnages résumés

### Switched at Birth: Daphné Vasquez

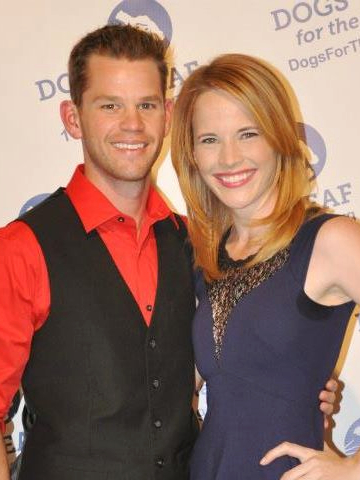
Ryan Lane et Katie Leclerc lors d'un événement de charité pour les chiens pour les sourds à New York le 13 avril 2013.

Daphne Vasquez a perdu son audition à la suite d'une méningite et a été élevée par sa mère dans un quartier pauvre, contrairement à Bay, qui a grandi dans une famille aisée, avec ses parents et son frère, Toby. Les deux jeunes filles ont été échangées à la naissance. La situation se complique quand les deux familles se rencontrent et doivent apprendre à vivre ensemble pour le bien des filles.